# Switch Craft (作曲家)
Switch Craft（スウィッチ・クラフト）は日本の音楽ユニットである。

## 概要
Finolia Factory所属ユニットchoice?やSurvive-ZEROなどの作曲・編曲を主に手がけている。

## ディスコグラフィー

### 楽曲提供作品
2009年
- choice?
  - 春のチャイム （2009年3月28日 - 編曲）
  - Dokki Doki Days （2009年4月19日 - 作曲・編曲）
  - JUMP〜乙女の決意〜 （2009年5月30日 - 作曲・編曲）
  - とまどう恋心 （2009年7月11日 - 作曲・編曲）
- Survive-ZERO
  - めぐりあえたキセキ（2009年3月28日 - 編曲）
  - a reason（2009年7月25日 - 作曲・編曲）
  - yeah! yeah! yeah!〜南風ふいたら〜（2009年8月27日 - 作曲・編曲）
  - colors（2009年12月13日 - 作曲・編曲）
- Survivё-ZERO featurig Rizumu
  - 東京（2009年10月10日 - 作曲・編曲）
- Rizumu
  - Love★Chocolate Bitter（2009年5月4日 - 作曲・編曲）
  - KAFERATE☆KAFERATE（2009年5月4日 - 作曲・編曲）
  - Gemini（2009年6月28日 - 作曲・編曲）
  - 夏色の日曜日（2009年8月27日 - 編曲）
  - 最終電車（2009年12月12日 - 編曲）

2010年
- choice?
  - 恋のコの字はハートのメール （2010年6月26日 - 作曲・編曲）
  - きらめき☆サマー （2010年7月31日 - 作曲・編曲）
  - 悲しき運命 （2010年10月31日 - 作曲・編曲）
  - LAST WORD（2010年12月25日 - 作曲・編曲）
- Survive-ZERO
  - この雪とともに（2010年2月13日 - 作曲・編曲）
  - Lucky!愛が地球をエコロジー!!（2010年6月12日 - 作曲・編曲）
  - 愛、勇気、その他すべて（2010年8月15日 - 作曲・編曲）
  - 蜩（2010年9月12日 - 作曲・編曲）
- Rizumu
  - winter pocket（2010年2月13日 - 編曲）
  - First Rizumu（2010年4月7日）
    - 桜色（作曲・編曲）
    - 一番の幸せ（作曲・編曲）
    - & you（編曲）
    - 東京【Rizumu version】（作曲・編曲）

  - Go to journey ～クローバーとピストル～（2010年5月15日 - 作曲・編曲）
  - 彼女の誕生日（2010年7月19日 - 編曲）
  - 君のいない世界（2010年10月9日 - 編曲）
  - HAPPY LOVE（2010年12月25日 - 作曲・編曲）
- AZUKI
  - sakurakaze〜想い届けて〜（2010年4月18日 - 作曲・編曲）
- 青山路代
  - Epilogue（2010年5月3日 - 作曲・編曲）
- Misaki F91
  - Go to journey　〜クローバーとピストル〜（2010年5月15日 - 作曲・編曲）
- 藤倉美咲
  - 白い吐息（2010年11月20日 - 作曲・編曲）
- お菓子づくり
  - 白い吐息（2010年11月20日 - 作曲・編曲）
- 酒井蘭
  - Angel Pain（2010年11月27日 - 作曲・編曲）

2011年
- choice?
  - 君の事、好きだった（2011年1月15日 - 作曲・編曲）
  - jewel（2011年5月4日 - 作曲・編曲）
  - 超絶！カラー戦士！（2011年8月6日 - 作曲・編曲）
  - あなたがついた嘘（2011年10月9日 - 作曲・編曲）
  - First Step Choice（2011年12月21日）
    - First Step（作曲・編曲）
- Survive-ZERO
  - 青い空の下、君の幸せを願ってる（2011年2月26日 - 作曲・編曲）
  - 烈（2011年5月22日 - 作曲・編曲）
  - Thanks to you（2011年8月13日 - 作曲・編曲）
  - Trap in Love（2011年12月24日 - 作曲・編曲）
- Rizumu
  - トマトの気持ち（2011年11月6日 - 編曲）
  - 桜待ち、君を待つ（2011年3月30日 - 編曲）
- Limited R
  - 恋歌（2011年3月26日 - 作曲・編曲）
- AZUKI
  - 散りゆく恋桜（2011年4月10日 - 作曲・編曲）
- お菓子づくり
  - 秘密の呪文〜Day before Valentine〜（2011年2月12日 - 作曲・編曲）
  - お菓子づくり音頭（2011年7月3日 - 作曲・編曲）
- 酒井蘭
  - 恋歌（2011年1月22日 - 作曲・編曲）
- 渡辺くるみ
  - くるくる☆ミラクル☆パスワード（2011年4月23日 - 作曲・編曲）
- Misaki F91
  - 烈（2011年5月22日 - 作曲・編曲）
- 星野瑞映
  - Angel Pain（2011年9月11日 - 作曲・編曲）
- 小林沙弥香
  - きっと…（2011年10月29日 - 作曲・編曲）
- 徳弘三弓
  - きっと…（2011年10月29日 - 作曲・編曲）
- 小林と徳弘
  - きっと…（2011年10月29日 - 作曲・編曲）
- Finolia Girls
  - 小さな手のひらに大きな夢を（2011年6月12日 - 作曲・編曲）
  - それこそ愛だろ!（2011年9月24日 - 作曲・編曲）
  - 東日本大震災チャリティ企画CD（2011年4月16日）
    - JUMP〜乙女の決意〜（作曲・編曲）
    - 東京（作曲・編曲）
- Finolia Factory新人メンバー
  - 小さな手のひらに大きな夢を/それこそ愛だろ!（2011年11月23日 - 作曲・編曲）

2012年
- choice?
  - 少年が奏でるレクイエム（2012年4月8日 - 作曲・編曲）
  - 求愛型無敵宣言 〜choice?がメイドだったら〜（2012年6月24日 - 作曲・編曲）
  - 夏色プリズム（2012年7月29日 - 作曲・編曲）
  - 青い鳥からの手紙〜Merry Christmas From Blue Bird〜（2012年12月15日 - 作曲・編曲）
- Survive-ZERO
  - Survive First From ZERO（2012年5月16日）
    - Over The Rainbow 〜頑張るあなたへ〜【ZERO Remix】（編曲）

  - In This Night（2012年11月25日 - 作曲・編曲）
- Limited R
  - この雪とともに（2012年2月5日 - 作曲・編曲）
- Rizumu
  - 以上のL!（2012年8月12日 - 編曲）
  - 夏に見た夢（2012年8月26日 - 作曲・編曲）
- FG学園塁球部
  - 自分に出来るエトセトラ（2012年2月19日 - 作曲・編曲）
  - 翔べ!そふと部〜Catch the future〜（2012年7月1日 - 作曲・編曲）
  - そふと部のズンドコ節（2012年9月9日 - 作曲・編曲）
- AZUKI
  - 桜咲く頃に（2012年3月3日 - 作曲・編曲）
  - 花のように（2012年11月11日 - 作曲・編曲）
- お菓子づくり
  - 傘と王子と日曜日（2012年5月19日 - 作曲・編曲）
- 渡辺くるみ
  - 初めての恋でした。（2012年1月22日 - 作曲・編曲）
- 田中佑奈
  - 夏の入り口（2012年5月3日 - 作曲・編曲）
- 柳田久瑠実
  - MY DEAR LOVE 〜人生は偉大〜（2012年6月3日 - 作曲・編曲）
- 星野瑞映
  - おかいものとらぶそんぐ（2012年10月14日 - 作曲・編曲）
- Finolia Girls
  - Tickle Tickle（2012年1月7日 - 作曲・編曲）
  - 春愁い桜咲く（2012年3月17日 - 編曲）
  - だってダイヤモンドは傷つかない（2012年12月29日 - 作曲・編曲）
- NEXT choice
  - 求愛型無敵宣言 〜choice?がメイドだったら〜/夏色プリズム（2012年10月28日）
    - 求愛型無敵宣言 〜choice?がメイドだったら〜（作曲・編曲）
    - 夏色プリズム（作曲・編曲）

2013年
- choice?
  - おとめ座の恋愛運（2013年1月14日 - 作曲・編曲）
  - 恋する果実（2013年5月12日 - 作曲・編曲）
  - Loveless（2013年7月7日 - 作曲・編曲）
  - 2nd 求愛型無敵宣言（2013年8月21日）
    - 道（作曲・編曲）
- Survive-ZERO
  - 狂気と愛情の間（2013年4月29日 - 作曲・編曲）
  - とことん夢見て、胸が苦しくなるほど愛し合え！（2013年10月27日 - 作曲・編曲）
  - Hey Boy! Hey Girl!（2013年12月22日 - 作曲・編曲）
- Rizumu
  - HAPPY LOVE（2013年2月6日）
    - 春愁い桜咲く【Rizumu version】（編曲）

  - かえると恋の物語（2013年6月30日 - 編曲）
  - 雨のちレインボー（2013年11月17日 - 編曲）
- FG学園塁球部
  - 赤く僕の胸焦がす熱星（2013年2月10日 - 作曲・編曲）
  - 夏だぜ!どんなもんじゃい!（2013年7月21日 - 作曲・編曲）
- お菓子づくり
  - 平日だけど特別なひなまつりの歌（2013年2月24日 - 作曲・編曲）
- わっふるだぼー
  - ほら、たくさん!（2013年3月16日 - 作曲・編曲）
  - にゃごにゃごマジック（2013年6月9日 - 作曲・編曲）
- 上原真央
  - バニラみたいな恋（2013年3月31日 - 作曲・編曲）
  - クリスマスの夜に…（2013年12月8日 - 作曲・編曲）
- 内田ひとみ
  - 保護したメールの行方（2013年4月14日 - 編曲）
- 津川愛美
  - 夏の入り口（2013年5月18日 - 作曲・編曲）
- Finolia Girls
  - 同じ星 同じ時代（2013年8月24日 - 作曲・編曲）
- Rizumu with Brown Hairs
  - あの日と同じ秋の風（2013年9月16日 - 編曲）
- 柳田久瑠実
  - 進め!GO AHEAD（2013年9月29日 - 作曲・編曲）
- 星野瑞映
  - ハートたまご（2013年10月14日 - 作曲・編曲）
- FG7期の中学生
  - かわいくなりたい!（2013年11月4日 - 作曲・編曲）

2014年
- choice?
  - 春色のシャツは恋の予感（2014年2月9日 - 作曲・編曲）
  - アイドルの心得イロハ（2014年4月6日 - 作曲・編曲）
  - ちゅららちゅらりる ～正しい夏の過ごし方～（2014年8月17日 - 作曲・編曲）
  - トナカイの鼻は赤くない!?（2014年12月7日 - 作曲・編曲）
- Survive-ZERO
  - 秘密（2014年4月20日 - 作曲・編曲）
  - It's all my life（2014年7月6日 - 作曲・編曲）
  - 糸～thread of light～（2014年8月10日 - 作曲・編曲）
- Rizumu
  - 24時間のラブレター（2014年3月16日 - 編曲）
  - パラレルワールド（2014年5月6日 - 作曲・編曲）
  - ONE DAY IN BLUE SUMMER（2014年9月7日 - 作曲・編曲）
  - ある夜の2時（2014年10月5日 - 作曲・編曲）
- FG学園塁球部
  - 放課後ジェラシー（2014年1月26日 - 作曲・編曲）
  - この指止まれ！（2014年3月23日 - 作曲・編曲）
  - 恋してヤッパッパ（2014年6月22日 - 作曲・編曲）
  - 赤いマフラー（2014年11月9日 - 作曲・編曲）
- To You
  - first love（2014年5月25日 - 作曲・編曲）
  - 初恋プレリュード（2014年7月27日 - 作曲・編曲）
- AZUKI
  - ふわり ふわり（2014年1月19日 - 作曲・編曲）
- お菓子づくり
  - パンプキン☆ポンプキン（2014年10月26日 - 作曲・編曲）
- 柳田久瑠実
  - 恋と呼べない関係（2014年11月23日 - 作曲・編曲）
- 滝田舞愛
  - きっと…（2014年2月23日 - 作曲・編曲）
- 高平七海
  - きっと…（2014年2月23日 - 作曲・編曲）
- 滝田と高平
  - きっと…（2014年2月23日 - 作曲・編曲）
- 関根聖
  - Under The Moon ～蒼き月の夜～（2014年9月21日 - 作曲・編曲）
- Finolia Girls
  - VAMOS!! VAMOS!!（2014年6月8日 - 作曲・編曲）
  - HAPPY BIRTHDAY TO YOU,MY FRIEND!（2014年12月28日 - 作曲・編曲）

2015年
- choice?
  - 向日葵～涙のカタオモイ～（2015年7月26日 - 作曲・編曲）
- MAVERICK
  - Driving Snow（2015年1月11日 - 作曲・編曲）
  - Into The Sky（2015年10月18日 - 作曲・編曲）
  - Trembling Lip（2015年11月29日 - 作曲・編曲）
- Rizumu
  - Ridicule to the future（2015年1月25日 - 作曲・編曲）
  - 夏の答え（2015年9月13日 - 作曲・編曲）
- FG学園塁球部
  - チーズもとろけちゃう恋なのだ（2015年3月1日 - 作曲・編曲）
  - root 5（2015年6月21日 - 作曲・編曲）
  - かまっちょかまかま（2015年8月16日 - 作曲・編曲）
- 柳田久瑠実
  - 春吹く風（2015年3月22日 - 編曲）
- 上原真央
  - Bye-bye macaron!（2015年4月19日 - 作曲・編曲）
- 関根聖
  - Emergency Call（2015年5月4日 - 作曲・編曲）

2016年
- 紗羽唯舞☆零(Survive-ZERO)
  - 冬物語（2016年1月17日 - 作曲・編曲）
- Rizumu
  - step by step（2016年2月21日 - 作曲・編曲）
- Finolia Girls
  - 桜の花びら一枚（2016年4月2日 - 作曲・編曲）